# Campeonato Gaúcho de Futebol de 2016 - Divisão de Acesso
O Campeonato Gaúcho de Futebol da Divisão de Acesso de 2016 foi a 60ª edição da Divisão de Acesso do futebol gaúcho. A competição, organizada pela Federação Gaúcha de Futebol, foi disputada por dezesseis equipes entre os meses de março e julho e garantiu à equipe campeã o acesso à Primeira Divisão de 2017. Em 14 de fevereiro, a FGF suspendeu o início da competição, pois nenhum estádio havia recebido o alvará do Corpo de Bombeiros. Mas, em 10 de março, a Federação anunciou que a competição se iniciaria no dia 12 do mesmo mês, com final a definir.

## Regulamento
Dezesseis equipes participaram da competição: os clubes que terminaram o torneio do ano passado entre o 2º e o 13º lugares, os três rebaixados da Primeira Divisão de 2015 e o campeão da Segunda Divisão de 2015, equivalente ao terceiro nível do futebol gaúcho.
Os clubes foram divididos em dois grupos (A e B) e, na primeira fase, que foi disputada entre 12 de março e 1º de maio, os times se enfrentaram dentro da chave em jogos de ida e volta, totalizando quatorze rodadas. Ao fim da primeira fase, os cinco primeiros colocados de cada grupo se classificaram para a segunda fase, na qual os clubes permaneceram nos mesmos grupos (denominados C e D a partir de então) e se enfrentaram dentro da chave em jogos de ida e volta, totalizando mais dez rodadas. Em seguida, os dois mais bem colocados de cada grupo se classificaram para a terceira fase, em que os quatro clubes se enfrentariam em jogos de ida e volta (grupo E), totalizando mais seis rodadas, porém a última foi cancelada. O líder do grupo E foi o campeão da Divisão de Acesso de 2016 e disputará a Primeira Divisão em 2017.
Ao término da primeira fase, o último colocado de cada um dos grupos A e B esteve automaticamente rebaixado para a Segunda Divisão de 2017. Além disso, o penúltimo colocado (7ª posição) de cada grupo avançou para a disputa pela permanência na Série A2. Em jogos de ida e volta, o vencedor continuará disputando a Divisão de Acesso em 2017, enquanto o perdedor caiu para a Segunda Divisão.

## Equipes participantes
Estádios

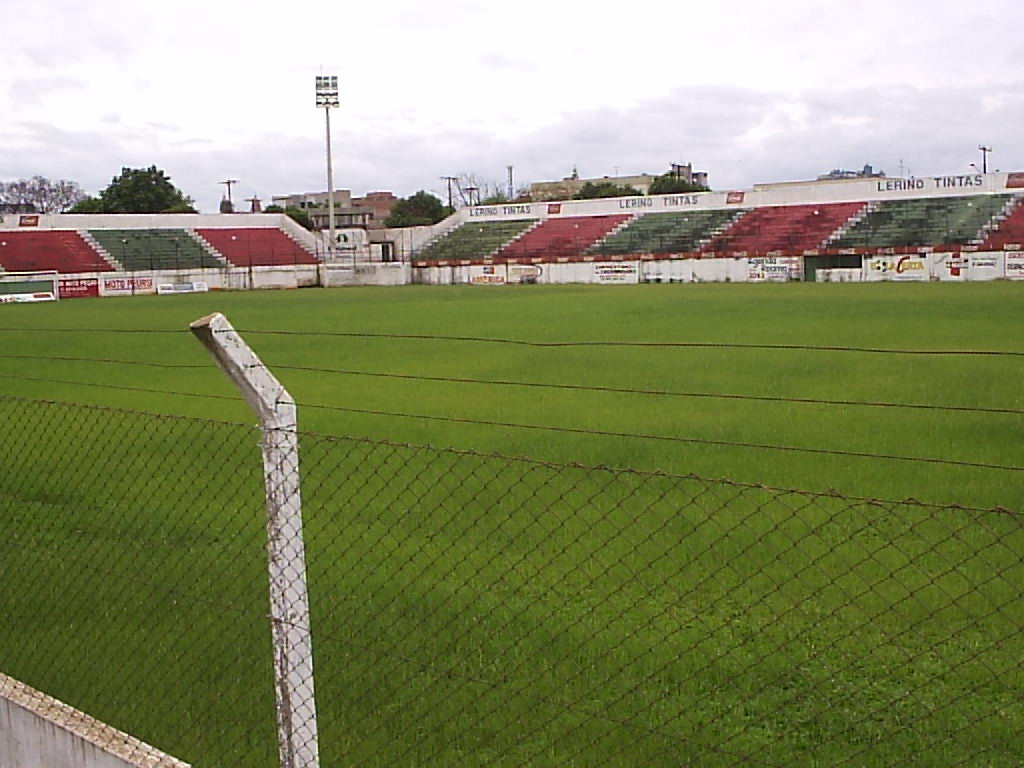
Estádio da Zona Sul
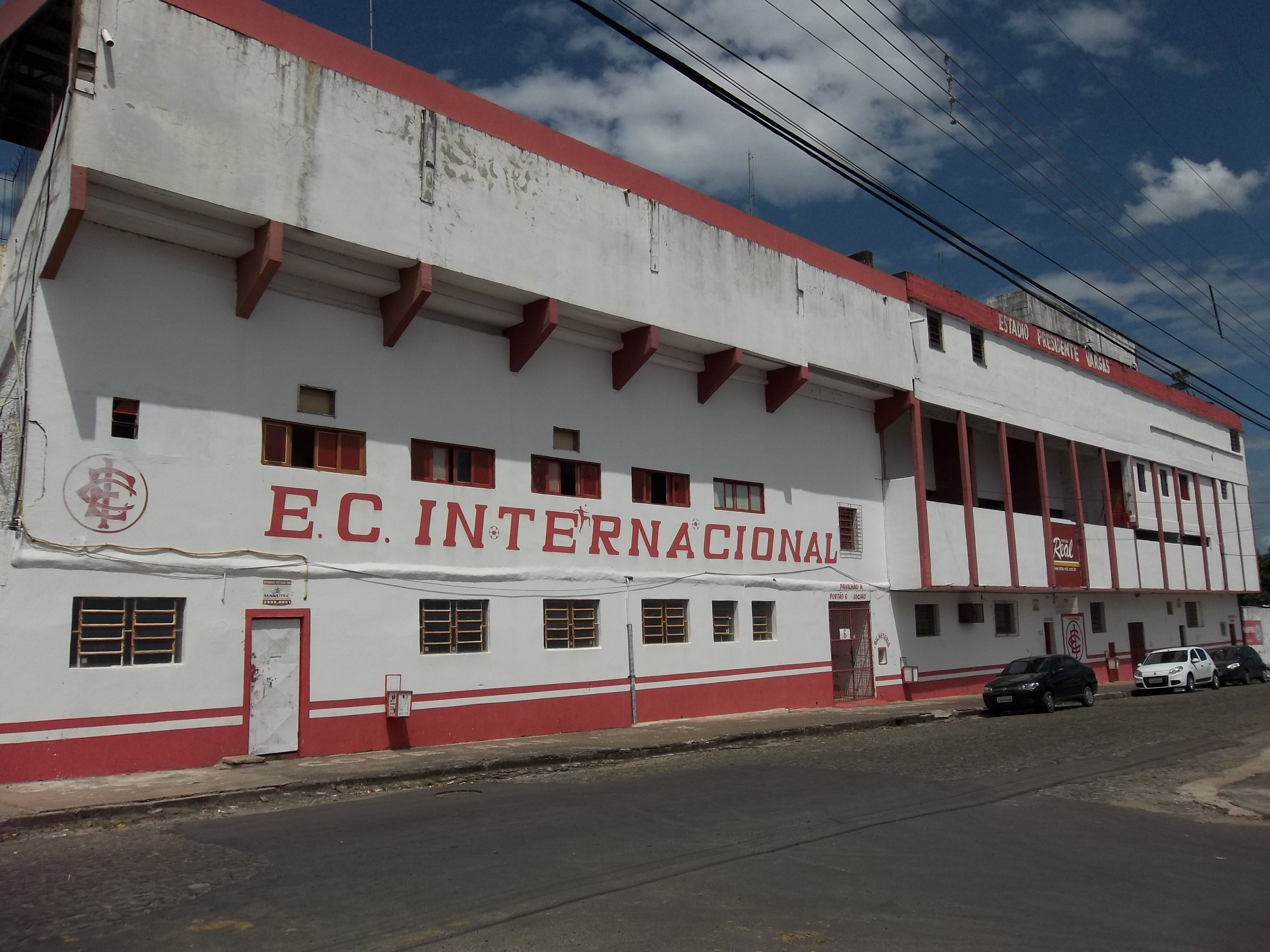
Estádio Presidente Vargas

## Primeira fase

### Grupo A
| Pos | Times                 | Pts | J  | V | E | D  | GP | GC | SG  | %  |
| --- | --------------------- | --- | -- | - | - | -- | -- | -- | --- | -- |
| 1   | Guarani-VA            | 28  | 14 | 8 | 4 | 2  | 23 | 10 | 13  | 66 |
| 2   | Brasil de Farroupilha | 27  | 14 | 8 | 3 | 3  | 23 | 14 | 9   | 64 |
| 3   | São Gabriel           | 25  | 14 | 7 | 4 | 3  | 23 | 15 | 8   | 59 |
| 4   | Pelotas               | 21  | 14 | 6 | 3 | 5  | 21 | 17 | 4   | 50 |
| 5   | Avenida               | 19  | 14 | 5 | 4 | 5  | 23 | 13 | 10  | 45 |
| 6   | Inter de Santa Maria  | 14  | 14 | 3 | 5 | 6  | 12 | 20 | -8  | 33 |
| 7   | Santa Cruz-RS         | 12  | 14 | 3 | 3 | 8  | 8  | 18 | -10 | 28 |
| 8   | Riograndense          | 8   | 14 | 2 | 2 | 10 | 10 | 36 | -26 | 19 |

|                       | AVE   | BRA   | GUA   | ISM   | PEL   | RIO   | SCR   | SGA   |
| --------------------- | ----- | ----- | ----- | ----- | ----- | ----- | ----- | ----- |
| Avenida               |       | 3 – 0 | 1 – 2 | 2 – 2 | 2 – 0 | 4 – 1 | 0 – 1 | 0 – 1 |
| Brasil de Farroupilha | 1 – 1 |       | 1 – 1 | 2 – 0 | 2 – 1 | 5 – 0 | 1 – 0 | 2 – 0 |
| Guarani-VA            | 0 – 0 | 0 – 1 |       | 2 – 0 | 2 – 0 | 2 – 0 | 3 – 1 | 2 – 1 |
| Inter de Santa Maria  | 0 – 3 | 1 – 1 | 1 – 3 |       | 1 – 0 | 2 – 2 | 1 – 0 | 1 – 1 |
| Pelotas               | 1 – 1 | 3 – 1 | 1 – 1 | 2 – 0 |       | 3 – 0 | 3 – 0 | 0 – 2 |
| Riograndense          | 1 – 5 | 1 – 3 | 0 – 3 | 0 – 2 | 1 – 2 |       | 1 – 1 | 2 – 1 |
| Santa Cruz-RS         | 1 – 0 | 0 – 2 | 1 – 1 | 1 – 0 | 1 – 2 | 0 – 1 |       | 1 – 1 |
| São Gabriel           | 2 – 1 | 3 – 1 | 2 – 1 | 1 – 1 | 3 – 3 | 3 – 0 | 2 – 0 |       |

### Grupo B
| Pos | Times               | Pts | J  | V  | E | D | GP | GC | SG  | %  |
| --- | ------------------- | --- | -- | -- | - | - | -- | -- | --- | -- |
| 1   | Caxias              | 32  | 14 | 10 | 2 | 2 | 32 | 10 | 22  | 76 |
| 2   | São Luiz            | 22  | 14 | 6  | 4 | 4 | 14 | 13 | 1   | 52 |
| 3   | Esportivo           | 22  | 14 | 5  | 7 | 2 | 19 | 12 | 7   | 52 |
| 4   | Tupi                | 22  | 14 | 5  | 7 | 2 | 16 | 12 | 4   | 52 |
| 5   | União Frederiquense | 19  | 14 | 5  | 4 | 5 | 22 | 23 | -1  | 45 |
| 6   | Panambi             | 14  | 14 | 3  | 5 | 6 | 19 | 21 | -2  | 33 |
| 7   | Santo Ângelo        | 11  | 14 | 2  | 5 | 7 | 8  | 23 | -15 | 26 |
| 8   | Marau               | 7   | 14 | 1  | 4 | 9 | 9  | 25 | -16 | 16 |

|                     | CAX   | ESP   | MAR   | PAN   | SAN   | SLU   | TUP   | UFR   |
| ------------------- | ----- | ----- | ----- | ----- | ----- | ----- | ----- | ----- |
| Caxias              |       | 1 – 0 | 3 – 1 | 4 – 2 | 7 – 0 | 3 – 1 | 2 – 0 | 3 – 0 |
| Esportivo           | 0 – 2 |       | 2 – 1 | 2 – 1 | 4 – 0 | 1 – 0 | 0 – 0 | 3 – 0 |
| Marau               | 1 – 1 | 1 – 1 |       | 1 – 1 | 1 – 0 | 0 – 2 | 0 – 0 | 1 – 4 |
| Panambi             | 1 – 1 | 3 – 3 | 3 – 0 |       | 2 – 2 | 2 – 0 | 1 – 0 | 0 – 2 |
| Santo Ângelo        | 0 – 2 | 0 – 0 | 2 – 1 | 1 – 0 |       | 0 – 1 | 1 – 1 | 0 – 1 |
| São Luiz            | 1 – 0 | 1 – 1 | 1 – 0 | 3 – 2 | 0 – 0 |       | 0 – 0 | 3 – 1 |
| Tupi                | 2 – 1 | 0 – 0 | 4 – 1 | 1 – 0 | 2 – 1 | 0 – 0 |       | 3 – 2 |
| União Frederiquense | 1 – 2 | 2 – 2 | 1 – 0 | 1 – 1 | 1 – 1 | 3 – 1 | 3 – 3 |       |

### Playoffde permanência

#### Ida
| 4 de maio de 2016 | Santo Ângelo            | 2 – 2 | Santa Cruz-RS                    | Estádio da Zona Sul, Santo Ângelo |
| 15:30             | Elton 20' · Diniz 90+3' |       | 54' Maiquel · 80' William Campos | Árbitro: RS Jonathan Pinheiro     |

| Santo Ângelo | Santa Cruz-RS |

#### Volta
| 7 de maio de 2016 | Santa Cruz-RS    | 1 – 1 | Santo Ângelo    | Estádio dos Plátanos, Santa Cruz do Sul |
| 15:30             | Júnior Gaúcho 2' |       | 59' (pen) Diniz | Árbitro: RS Anderson Farias             |

| Santa Cruz-RS | Santo Ângelo |

## Segunda fase

### Grupo C
| Pos | Times                 | Pts | J | V | E | D | GP | GC | SG | %  |
| --- | --------------------- | --- | - | - | - | - | -- | -- | -- | -- |
| 1   | Pelotas               | 17  | 8 | 5 | 2 | 1 | 11 | 3  | 8  | 70 |
| 2   | Brasil de Farroupilha | 15  | 8 | 5 | 0 | 3 | 10 | 5  | 5  | 62 |
| 3   | Avenida               | 11  | 8 | 3 | 2 | 3 | 10 | 13 | -3 | 45 |
| 4   | São Gabriel           | 9   | 8 | 2 | 3 | 3 | 8  | 11 | -3 | 37 |
| 5   | Guarani-VA            | 4   | 8 | 1 | 1 | 6 | 4  | 11 | -7 | 16 |

|                       | AVE   | BRA   | GUA   | PEL   | SGA   |
| --------------------- | ----- | ----- | ----- | ----- | ----- |
| Avenida               |       | 0 – 2 | 3 – 2 | 0 – 0 | 3 – 2 |
| Brasil de Farroupilha | 0 – 1 |       | 3 – 0 | 1 – 0 | 2 – 1 |
| Guarani-VA            | 1 – 0 | 0 – 1 |       | 0 – 1 | 0 – 0 |
| Pelotas               | 4 – 1 | 2 – 1 | 1 – 0 |       | 3 – 0 |
| São Gabriel           | 2 – 2 | 1 – 0 | 2 – 1 | 0 – 0 |       |

### Grupo D
| Pos | Times               | Pts | J | V | E | D | GP | GC | SG | %  |
| --- | ------------------- | --- | - | - | - | - | -- | -- | -- | -- |
| 1   | Caxias              | 17  | 8 | 5 | 2 | 1 | 8  | 1  | 7  | 70 |
| 2   | União Frederiquense | 14  | 8 | 4 | 2 | 2 | 10 | 5  | 5  | 58 |
| 3   | Esportivo           | 14  | 8 | 4 | 2 | 2 | 9  | 8  | 1  | 58 |
| 4   | São Luiz            | 7   | 8 | 1 | 4 | 3 | 5  | 10 | -5 | 29 |
| 5   | Tupi                | 2   | 8 | 0 | 2 | 6 | 4  | 12 | -8 | 8  |

|                     | CAX   | ESP   | SLU   | TUP   | UFR   |
| ------------------- | ----- | ----- | ----- | ----- | ----- |
| Caxias              |       | 0 – 0 | 2 – 0 | 1 – 0 | 1 – 0 |
| Esportivo           | 1 – 0 |       | 1 – 0 | 1 – 0 | 0 – 2 |
| São Luiz            | 0 – 0 | 3 – 2 |       | 2 – 2 | 0 – 0 |
| Tupi                | 0 – 3 | 1 – 2 | 0 – 0 |       | 1 – 2 |
| União Frederiquense | 0 – 1 | 2 – 2 | 3 – 0 | 1 – 0 |       |

## Quadrangular final
| Pos | Times                 | Pts | J | V | E | D | GP | GC | SG | %  |
| --- | --------------------- | --- | - | - | - | - | -- | -- | -- | -- |
| 1   | Caxias                | 9   | 5 | 2 | 3 | 0 | 6  | 4  | 2  | 60 |
| 2   | Pelotas               | 5   | 5 | 1 | 2 | 2 | 4  | 5  | -1 | 33 |
| 3   | Brasil de Farroupilha | 5   | 5 | 0 | 5 | 0 | 2  | 2  | 0  | 33 |
| 4   | União Frederiquense   | 4   | 5 | 0 | 4 | 1 | 1  | 2  | -1 | 26 |

|                       | BRA   | CAX   | PEL   | UFR   |
| --------------------- | ----- | ----- | ----- | ----- |
| Brasil de Farroupilha |       | 1 – 1 | 1 – 1 | 0 – 0 |
| Caxias                | CANC  |       | 2 – 1 | 1 – 1 |
| Pelotas               | 0 – 0 | 1 – 2 |       | CANC  |
| União Frederiquense   | 0 – 0 | 0 – 0 | 0 – 1 |       |

## Premiação
| Campeonato Gaúcho - Divisão de Acesso de 2016 |
| Caxias do Sul                                 |
| --------------------------------------------- |
| Caxias Campeão (2.º título)                   |

## Estatísticas

### Público

#### Maiores públicos
- PP: ^ Considera-se apenas o público pagante.

#### Menores públicos
- PP: ^ Considera-se apenas o público pagante.

#### Média de público
- PP: ^ Considera-se apenas o público pagante.
- Jogos com portões fechados: Riograndense-SM (3), Inter de Santa Maria (2) e Marau (4).

### Rodadas na liderança

#### Primeira fase
| Grupo A | Grupo A | Grupo A | Grupo A | Grupo A | Grupo A | Grupo A | Grupo A | Grupo A | Grupo A | Grupo A | Grupo A | Grupo A | Grupo A |
| ------- | ------- | ------- | ------- | ------- | ------- | ------- | ------- | ------- | ------- | ------- | ------- | ------- | ------- |
| 1       | 2       | 3       | 4       | 5       | 6       | 7       | 8       | 9       | 10      | 11      | 12      | 13      | 14      |
| SGA     | SGA     | SGA     | SGA     | SGA     | PEL     | BRA     | BRA     | BRA     | SGA     | BRA     | GUA     | GUA     | GUA     |

| Grupo B | Grupo B | Grupo B | Grupo B | Grupo B | Grupo B | Grupo B | Grupo B | Grupo B | Grupo B | Grupo B | Grupo B | Grupo B | Grupo B |
| ------- | ------- | ------- | ------- | ------- | ------- | ------- | ------- | ------- | ------- | ------- | ------- | ------- | ------- |
| 1       | 2       | 3       | 4       | 5       | 6       | 7       | 8       | 9       | 10      | 11      | 12      | 13      | 14      |
| CAX     |         |         |         |         |         |         |         |         |         |         |         |         |         |

#### Segunda fase
| 1   | 2   | 3   | 4   | 5   | 6   | 7   | 8   | 9   | 10  |
| BRA | PEL | BRA | PEL | BRA | BRA | BRA | BRA | BRA | PEL |

| 1   | 2   | 3   | 4   | 5   | 6   | 7   | 8   | 9   | 10  |
| CAX | CAX | CAX | CAX | UFR | CAX | CAX | UFR | CAX | CAX |

#### Quadrangular final
| 1   | 2   | 3   | 4   | 5   |
| PEL | PEL | CAX | CAX | CAX |

### Rodadas na lanterna

#### Primeira fase
| Grupo A | Grupo A | Grupo A | Grupo A | Grupo A | Grupo A | Grupo A | Grupo A | Grupo A | Grupo A | Grupo A | Grupo A | Grupo A | Grupo A |
| ------- | ------- | ------- | ------- | ------- | ------- | ------- | ------- | ------- | ------- | ------- | ------- | ------- | ------- |
| 1       | 2       | 3       | 4       | 5       | 6       | 7       | 8       | 9       | 10      | 11      | 12      | 13      | 14      |
| ISM     | RIO     | RIO     | RIO     | RIO     | ISM     | RIO     | RIO     | RIO     | RIO     | RIO     | RIO     | RIO     | RIO     |

| Grupo B | Grupo B | Grupo B | Grupo B | Grupo B | Grupo B | Grupo B | Grupo B | Grupo B | Grupo B | Grupo B | Grupo B | Grupo B | Grupo B |
| ------- | ------- | ------- | ------- | ------- | ------- | ------- | ------- | ------- | ------- | ------- | ------- | ------- | ------- |
| 1       | 2       | 3       | 4       | 5       | 6       | 7       | 8       | 9       | 10      | 11      | 12      | 13      | 14      |
| UFR     | MAR     | MAR     | UFR     | UFR     | SAN     | SAN     | MAR     | MAR     | MAR     | MAR     | MAR     | MAR     | MAR     |

#### Segunda fase
| 1   | 2   | 3   | 4   | 5   | 6   | 7   | 8   | 9   | 10  |
| AVE | AVE | AVE | AVE | AVE | SGA | GUA | GUA | GUA | GUA |

| 1   | 2 | 3 | 4 | 5 | 6 | 7 | 8 | 9 | 10 |
| TUP |   |   |   |   |   |   |   |   |    |

#### Quadrangular final
| 1   | 2 | 3 | 4 | 5 |
| UFR |   |   |   |   |